# Putaendo
Putaendo este un oraș și comună din provincia San Felipe de Aconcagua, regiunea Valparaíso, Chile, cu o populație de 15.361 locuitori (2012) și o suprafață de 1474,4 km2.